# Hospital Infantil Joana de Gusmão
O Hospital Infantil Joana de Gusmão (HIJG ou ainda HI), é um hospital público de Florianópolis, destinado exclusivamente ao atendimento pediátrico. Fica na Agronômica, na região central da cidade.

## Histórico
Entre 1939 a 1962, chegaram a Santa Catarina vários pediatras com o objetivo de fundar e organizar a pediatria catarinense. Com esse movimento, o Hospital Infantil Edith Gama Ramos, próximo a Maternidade Carmela Dutra, foi fundado em 1964, sendo o primeiro da cidade especializado em pediatria. Um convênio com a Universidade Federal de Santa Catarina permitiu a criação da Residência Médica em Pediatria, e as enfermeiras do hospital tiveram influência direta na criação do curso de Enfermagem da UFSC.
Em 1977, começa a ser construído o sucessor do Edith Gama Ramos. Inaugurado em 13 de março de 1979 com um novo nome - da beata Joana de Gusmão, que fundou a capela onde hoje fica o Hospital de Caridade - o novo Hospital Infantil foi, na época, o maior da América Latina em tamanho e complexidade, encerrando as atividades de seu antecessor.

## Estrutura
O Hospital Infantil Joana de Gusmão tem uma área de 22.000 m², contando com 126 leitos de internação e ambulatórios especializados - Geral, Hospital Dia, Oncologia e Cirúrgico - além de berçário, emergência interna, setor de isolamento, oncologia, ortopedia, ala de queimados, UTI geral e UTI neonatal. Nos últimos anos o hospital tem sido atingido pela crise financeira da saúde catarinense, chegando a setores serem suspensos por falta de material. Ainda assim, o HI é considerado um dos oito melhores hospitais de criança e do ensino de pediatria e suas especialidades da América Latina.
Desde o surgimento do Edith Gama Ramos até 2014, quando o Hospital Infantil fez 50 anos, foram realizados mais de 4,2 milhões de atendimentos na emergência; 3,4 milhões de atendimentos ambulatoriais e 190 mil cirurgias.